# NOWHERE
「NOWHERE」（ノーウェア）は、日本のミュージシャンJの6枚目のシングルである。2004年4月14日発売。発売元はユニバーサルJ。

## 概要
アルバム『RED ROOM』からの先行シングル。フランツ・ストール（ex.フー・ファイターズ）、Scott Garrett (ex.CULT) 、藤田高志 (ex.DOOM) が参加している。PV監督は薗田賢次。

## 収録曲
1. NOWHERE[3:50]
作詞・作曲・編曲：J
2. again[4:39]
作詞・作曲・編曲：J
3. Tomorrow 〔Orchestral Version〕[6:22]
作詞・作曲・編曲：J

## 収録アルバム
- オリジナル『RED ROOM』（2004年5月19日）
- ベスト『Blast List-the best of-』（2004年12月22日）
- ライブ『THE LIVE -ALL of URGE-』（2007年12月19日）
- セルフカバー『FOURTEEN the best of ignitions』（2011年1月26日）